# العلاقات الدنماركية البيلاروسية
العلاقات الدنماركية البيلاروسية هي العلاقات الثنائية التي تجمع بين الدنمارك وروسيا البيضاء.

## مقارنة بين البلدين
هذه مقارنة عامة ومرجعية للدولتين:
| وجه المقارنة                                              | الدنمارك                                                     | روسيا البيضاء                    |
| --------------------------------------------------------- | ------------------------------------------------------------ | -------------------------------- |
| المساحة (كم2)                                             | 42.92 ألف                                                    | 207.60 ألف                       |
| عدد السكان (نسمة)                                         | 5.79 مليون                                                   | 9.50 مليون                       |
| الكثافة السكانية (ن./كم²)                                 | 134.9                                                        | 45.76                            |
| العاصمة                                                   | كوبنهاغن                                                     | مينسك                            |
| اللغة الرسمية                                             | اللغة الدنماركية                                             | اللغة البيلاروسية، اللغة الروسية |
| العملة                                                    | كرونة دنماركية                                               | روبل بلاروسي                     |
| الناتج المحلي الإجمالي (بليون دولار)                      | 324.87 مليار                                                 | 54.44 مليار                      |
| الناتج المحلي الإجمالي (تعادل القوة الشرائية) بليون دولار | 278.61 مليار                                                 | 168.35 مليار                     |
| الناتج المحلي الإجمالي الاسمي للفرد دولار أمريكي          | 51.99 ألف                                                    | 5.74 ألف                         |
| الناتج المحلي الإجمالي للفرد دولار أمريكي                 | 45.54 ألف                                                    | 18.18 ألف                        |
| مؤشر التنمية البشرية                                      | 0.900                                                        | 0.798                            |
| رمز المكالمات الدولي                                      | +45                                                          | +375                             |
| رمز الإنترنت                                              | .dk                                                          | .by، .бел                        |
| المنطقة الزمنية                                           | توقيت وسط أوروبا، ت ع م+02:00، ت ع م+01:00، أوروبا/كوبنهاجن ‏ | ت ع م+03:00                      |

## منظمات دولية مشتركة
يشترك البلدان في عضوية مجموعة من المنظمات الدولية، منها:
| علم المنظمة | اسم المنظمة                               | تاريخ انضمام الدنمارك | تاريخ انضمام روسيا البيضاء |
| ----------- | ----------------------------------------- | --------------------- | -------------------------- |
|             | اتفاقية السماوات المفتوحة                 | ?                     | ?                          |
|             | منظمة الأمن والتعاون في أوروبا            | 25 يونيو 1973         | 30 يناير 1992              |
|             | مؤسسة التمويل الدولية                     | 20 يوليو 1956         | 2 نوفمبر 1992              |
|             | منظمة حظر الأسلحة الكيميائية              | ?                     | ?                          |
|             | الأمم المتحدة                             | 24 أكتوبر 1945        | 24 أكتوبر 1945             |
|             | الاتحاد الدولي للاتصالات                  | 1866                  | 7 مايو 1947                |
|             | منظمة الشرطة الجنائية الدولية             | ?                     | ?                          |
|             | البنك الدولي للإنشاء والتعمير             | 30 نوفمبر 1960        | 10 يوليو 1992              |
|             | الاتحاد البريدي العالمي                   | ?                     | ?                          |
|             | المركز الدولي لتسوية المنازعات الاستشارية | 24 مايو 1968          | 9 أغسطس 1992               |
|             | وكالة ضمان الاستثمار متعدد الأطراف        | 12 أبريل 1988         | 3 ديسمبر 1992              |
|             | يونسكو                                    | 4 نوفمبر 1946         | 12 مايو 1954               |
|             | مجموعة الموردين النوويين                  | ?                     | ?                          |

## وصلات خارجية
- موقع وزارة الخارجية الدنماركية
- موقع وزارة الخارجية البيلاروسية